# تينة (لاريجان السفلي)
تینة (بالفارسية: تینه) هي قرية تقع في إيران في قسم لاریجان السفلی الريفي. يقدر عدد سكانها بـ 27 نسمة .